# Айше Хафса Султан
Айше Хафса Султан (на турски: Ayşe Hafsa Sultan) или  Валиде Хафса Султан (1479 – 1534) е първата жена в Османската империя, носила титлата валиде султан. Наложница на султан Селим I и майка на султан Сюлейман I. Ражда също и дъщерите Бейхан Хатидже, Фатма Султан и Шах Кубан Султан.
Повечето историци смятат, че тя е дъщеря на хан Менгли I Герай и има татарско потекло. През периода 1520 – 1534 г. фактически стои дори и над великия везир като става втората по важност в османската йерархия след самия султан. По време на краткотрайното ѝ управление над харема частично потиска съперничеството между бившата любимка на Сюлейман – Махидевран и новата му фаворитка Хюррем Султан, макар и да не подкрепя сключения между тях брак през лятото на 1530 г, тъй като това е нарушаване на традициите. След преждевременната ѝ смърт през 1534 г. Сюлейман поверява своя харем на Хюррем, която го управлява независимо цели 24 г. от 1534 до 1558 г.